# 휴보

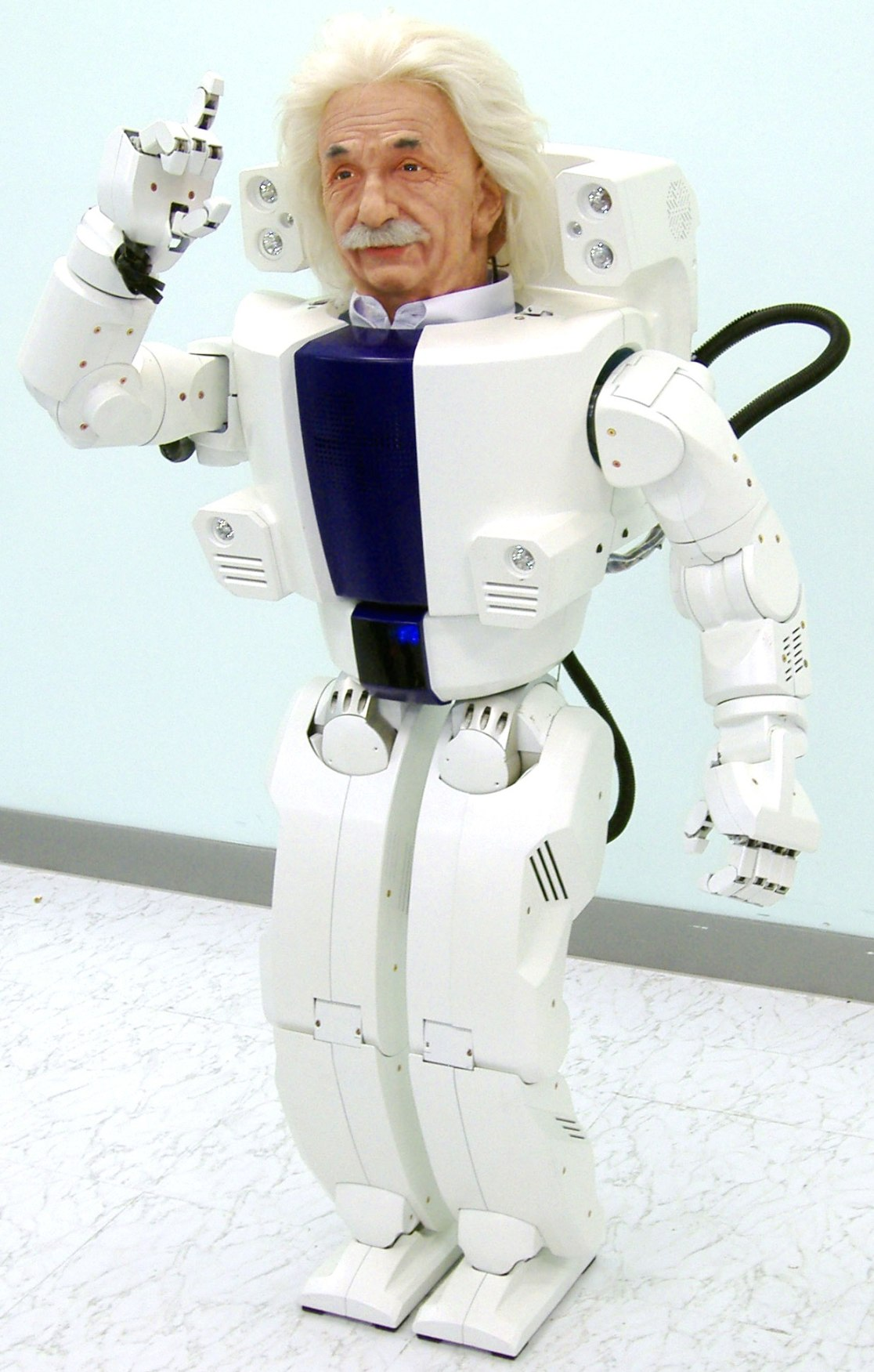
알버트 휴보

휴보(Hubo)는 한국과학기술원 오준호 교수팀이 개발한 휴머노이드 로봇이다. 2002년 1월부터 개발하기 시작하여 2004년 12월 완성했다. 키 120cm 정도의 크기로, 2족 보행을 할 수 있다. 걷기, 계단 오르기, 문 열기, 악수하기, 밸브 잠그기, 장애물 피하기, 운전하기 등의 동작을 할 수 있다. KHR-3 Hubo, Albert Hubo, Jaemi Hubo, DRC 휴보II 등 여러 모델이 있다. 2015년 세계재난로봇대회(DRC)에서 1위를 차지해 상금 200만 달러(=약 20억원)를 받았다. 

## 프로토타입
2002년 KHR-1: 휴보의 첫 프로토타입이고 머리가 없다. 케이스를 씌우지 않아 해외에서 'KAIST Headless Robot'이라고 하기도 한다.
2003년 KHR-2: 휴보가 가지고있는 기능을 대부분 가지고 있다. 무게가 더 무겁고, 출력이 휴보에 비해서 다소 약하다.

## 공식모델
2004년 휴보1: 휴보 최초의 공식 모델이다. (달릴 수도 없고 계단을 오르내리지 못한다.)
알버트 휴보: 휴보의 변형 모델이다. 휴보 위에 알버트 아인슈타인을 본딴 머리 케이스를 씌웠다.
FX-1: 휴보의 크기를 월등히 키워서 만든 탑승형 로봇이다.
2009년 휴보2: 세계에서 3번째로 두발로 달리는 로봇이다.
2013년 DRC 휴보: 휴보2의 변형이다. 재난구조용 로봇으로, 팔이 더 길어졌다.

## 특징
- 개발/출생일 : 3년 / 2004년 12월
- 신체사이즈 : 120cm / 55kg
- 관절모터/손가락 : 41개 / 5개 따로 움직임
- 배터리 : 가슴 내장형 배터리 한번 충전으로 90분 움직임
- 보행속도 : 시속 1.3km
- 주행속도(hubo2) : 시속 3.6km

## 같이 보기
- 뮤지오
- 아시모
- 휴머노이드
- 아이보